# Karow (Plau am See)
För andra betydelser, se Karow.
Karow är en ortsdel av staden Plau am See i distriktet Ludwigslust-Parchim i Tyskland. Orten var självständig fram till den 31 december 2010.

## Geografi
Ortsdelen är belägen 12 kiolometer öster om staden Goldberg och 9 kilometer norr om Plau am See.

## Historia
Orten Karow omnämns första gången 1254. Under denna tid tillhörde orten herrskapet Parchim-Richtenberg och kom till herrskapet Werle 1255. Under 1400-talet tillföll Karow hertigdömet Mecklenburg. 
Under 1800-talet präglades ortens näringslivet huvudsakligen av jordbruk. 1800/01 uppfördes en herrgård i nyklassicistisk stil, som kallades för Altes Schloss (svenska:Gamla slottet). 
Under 1880-talet blev Karow en viktig järnvägsknut i centrum av Mecklenburg. 1882 anslöts Karow till järnvägen Güstrow-Plau am See/Meyenburg, 1885 till järnvägen Ludwigslust/Parchim-Waren/Neubrandenburg och 1887 till en järnväg mot Wismar.

### Östtyska tiden och tyska återföreningen
Under DDR-tiden tillhörde orten distriktet Lübz inom länet Schwerin. Efter den tyska återföreningen lades persontrafiken på järnvägarna mot Güstrow (2000) och Wismar (2003) ned. En konsekvens blev att arbetslösheten och utflyttningen från orten ökade.
Den 1 januari 2011 sammanslogs Karow med staden Plau am See. 

### Befolkningsutveckling
Befolkningsutveckling  i Karow
Källa:

## Kommunikationer
Genom ortsdelen Karow går förbundsvägarna (tyska:Bundesstraße) B 103 och B 192. 
I dag drivs regional tågtrafik bara på järnvägslinjen mellan Ludwigslust och Waren/Neustrelitz.